# Charles-Désiré Rambert
Pour les articles homonymes, voir Rambert.
Charles-Désiré Rambert (1824 - 1877) est un graveur, dessinateur et lithographe français, spécialisé sous le Second Empire dans le dessin allégorique, décoratif et les ornements.

## Biographie

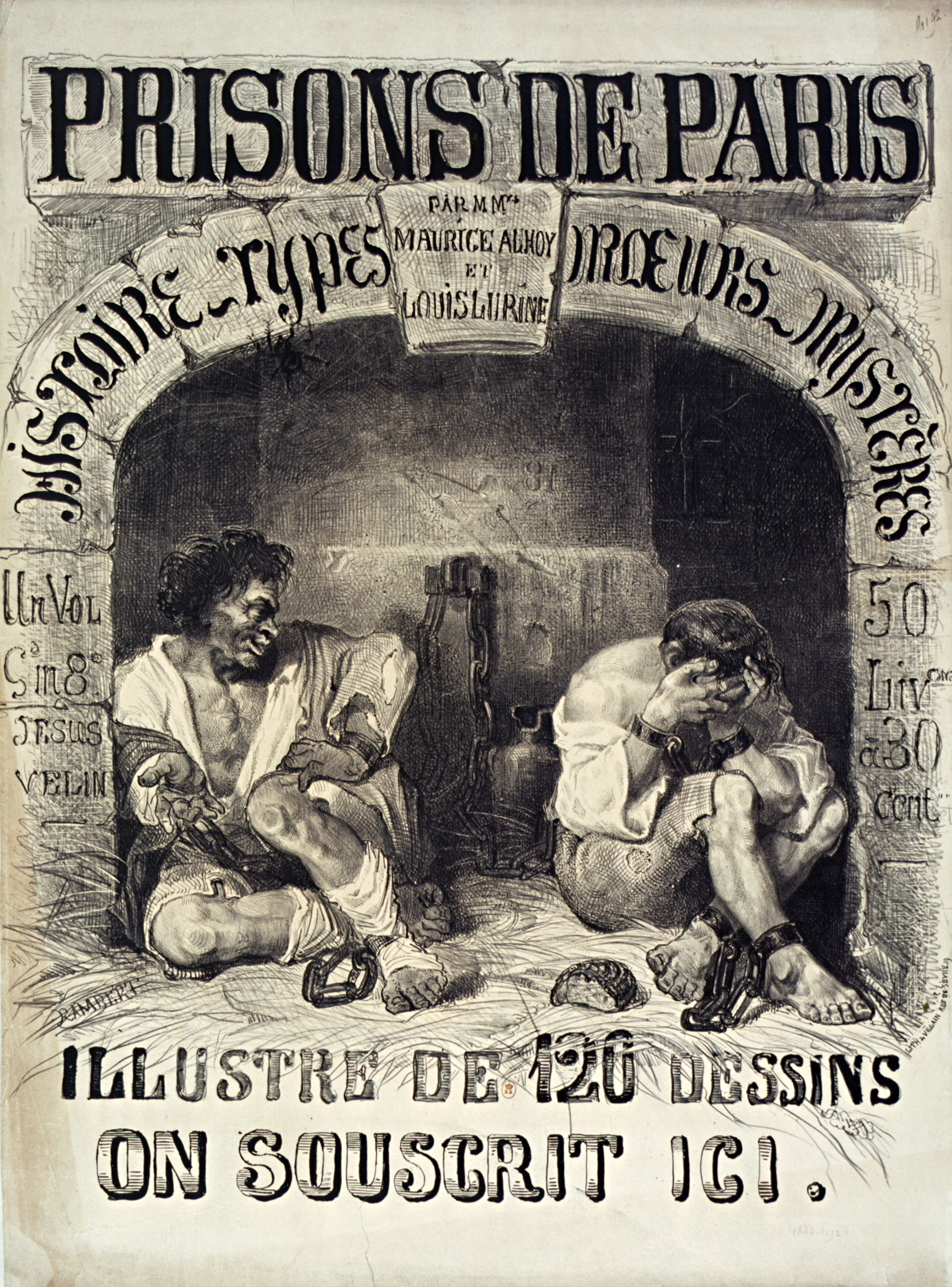
Affiche pour Les Prisons de Paris (1844-1846).

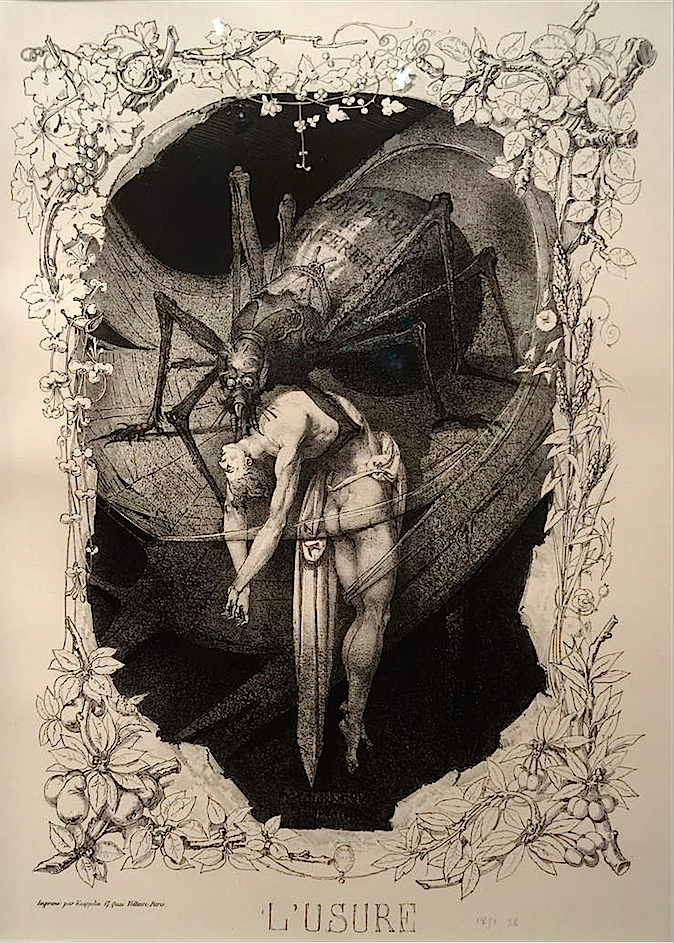
L'Usure, lithographie, 1851.

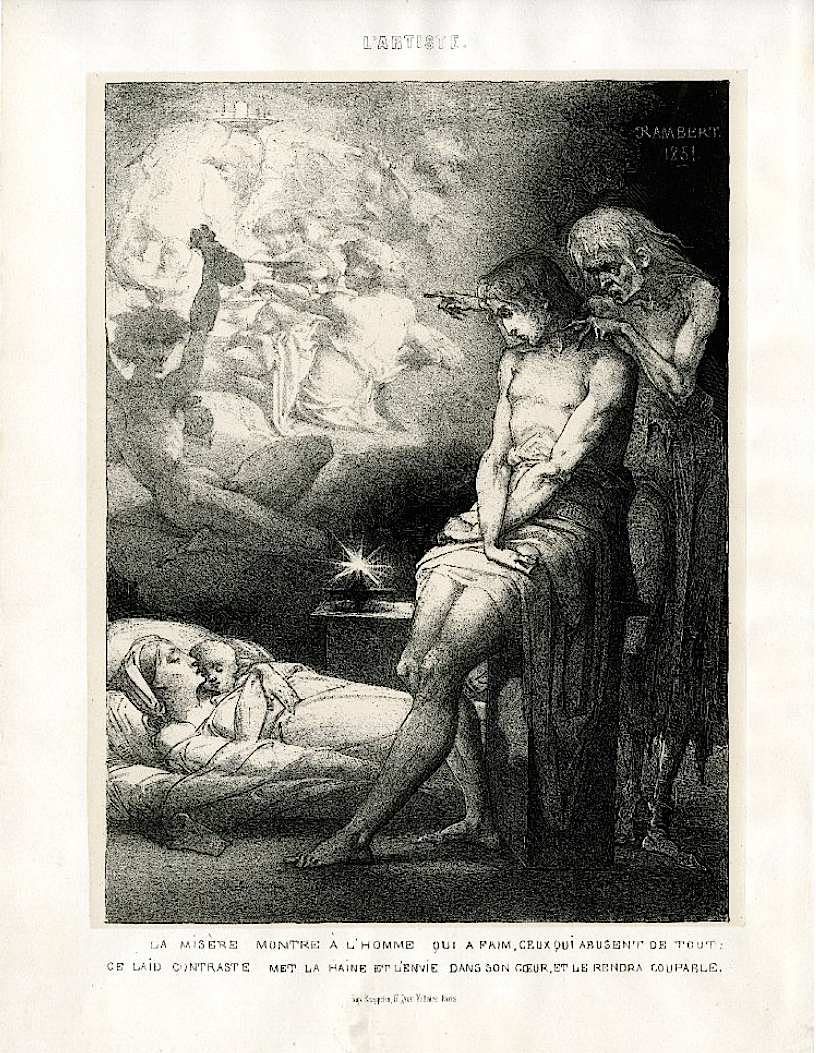
La Misère..., lithographie publiée dans L'Artiste (1851).

Rambert est né le 2 novembre 1824 à Lons-le-Saunier. Sa mère est Marguerite Buillon, et son père est Désiré Rambert, âgé, au moment de sa paternité, de 22 ans, graveur sur bois en cette ville, actif dans les années 1820-1840, avec lequel il semble qu'il y ait parfois confusion,. 
Quand il fréquente le pavillon de dissection de l'école des beaux-arts de Paris à l'époque, âgé d'une trentaine d'années, on dit de Charles-Désiré qu'il est « exalté, de haute taille, bâti en Hercule, à la physionomie singulièrement expressive et étrange : tête de mulâtre rappelant Alexandre Dumas ; figure osseuse, crâne volumineux, front large, cheveux crépus. Et des yeux absolument particuliers, des yeux d'inspiré qui s'illuminaient pendant la discussion et semblaient lancer des étincelles ». 
Henri Beraldi le décrit ainsi : « c'était un garçon triste et misérable, qui dessinait « en sacs de noix » des figures philosophiques et lugubres, avec des pieds d'une longueur démesurée. On n'est pas tenu de collectionner ses compositions, mais elles sont à connaître pour le succès qu'elles eurent à leur apparition : elles donnent une note allégorico-religioso-mystico-socialiste caractéristique d'un moment ». Beraldi fait allusion à une affiche annonçant la parution en souscription de l'ouvrage Les Prisons de Paris (1844-1846), et surtout une série de suites lithographiées, qu'il produit sous la Deuxième République, qu'il illustre dans un style proche d'Honoré Daumier et du romantisme noir. Ses compositions sont publiées dans L'Illustration, L'Artiste, et plusieurs albums lithographiés paraissent.
Il épouse Aglaé Ernestine Mutelle à Paris (ancien 11e arrondissement) le 21 février 1857. D'autre part, de cette union est née au moins une fille, Jeanne Hélène Rambert, à Orchamps le 1er juin 1861.
Il est proche du sculpteur Frédéric-Eugène Piat. Avec Édouard Lièvre, qualifiés de « dessinateurs industriels », ils présentent leurs travaux lithographiques durant l'exposition de 1855 à Paris et entrent au Comité central des artistes et des artistes industriels fondé en 1848. En 1857, il compose des motifs qui sont repris pour façonner les montures des éventails d'art puis illustre le grand ouvrage posthume de l'orfèvre François-Désiré Froment-Meurice, pour lequel il a travaillé ; Rambert, qui le voyait comme son maître et ami, lui avait dédié sa suite lithographiée intitulée Le Mal, publiée chez Blandin en 1855, l'année même de sa mort.
On perd sa trace après 1868-1869. Il est sans doute l'auteur de l'essai L'Art dans l'industrie moderne paru à Liège à cette époque. Il est membre-correspondant de la Société d'émulation du Jura, à partir de 1865.
Il serait, selon le médecin Jean-Alfred Fournier, mort d'épuisement, le 15 avril 1877 à Paris.

## Illustrations
- Rambert, Prisons de Paris par MMrs Maurice Alhoy et Louis Lurine, histoire, types, mœurs, mystères [...]. On souscrit ici. [affiche, lithographie Villain, Paris, 1844-1846].
- Gardes républicains provisoires, lithographie, 1848.
- L'Usure et autres allégories, lithographies, Paris, Imprimerie Kaeppelin pour L'Illustration, 1851.
- La Misère[13], huit lithographies, Paris, Presses de Blandin / Veuve Delarue, 1851.
- La Misère montre à l'homme qui a faim, ceux qui abusent de tout; ce laid contraste met la haine et l'envie dans son cœur, et le rendra coupable, lithographie, imprimerie Kaeppelin pour la revue L'Artiste, 1851[14].
- La Foi, L'Espérance, La Charité..., suite de lithographies et dessins, Paris, Blandin, 1852.
- Le Mal, huit dessins et textes lithographiés, Paris, Blandin et Kaeppelin, 1855 — dédié à Froment-Meurice.
- Eugène Sue, Les Mystères du peuple, Paris, Librairie du progrès, [s. d.].
- Chemin de croix, composé par Ch. Rambert, lithographié par Pingot, imprimé par Auguste Bry, Paris, 1857[15].
- François-Désiré Froment-Meurice, L'Orfèvrerie, portrait de l'orfèvre, planches et ornements, Paris, 1857.
- George Sand, Légendes rustiques, lithographies de E. Vernier d'après des dessins de Maurice Sand, A. Morel et Cie, 1858 — Rambert a lithographié la page de titre.
- Les reines du monde par nos premiers écrivains, ouvrage publié sous la direction de M. J.-G.-D. Armengaud, [Textes de Jules Janin, A. de La Fizelière, Arsène Houssaye, et al.], Paris, imprimerie de Charles Lahure, 1862.
- Adolphe Thiers, Histoire du Consulat et l'Empire faisant suite à l'Histoire de la Révolution française, Paris, Paulin (volumes 1 à 16) - Paulin, Lheureux et Cie (volumes 17 & 18) - Lheureux et Cie (volumes 19 & 20), 1845-1862 : ornementations gravées par François Pannemaker.
- Industrie. Exposition universelle 1867, projet d'allégorie, 1866.
- Ch. Rambert, L'Art dans l'industrie moderne : dessins, calques et croquis : reproduits par la lithographie, autographie et photolithographie, Liège, Ch. Claesen, 1869.